# Gabriel du Bois de La Ferté
Gabriel du Bois de La Ferté, né le 10 août 1644 sur le domaine de la Ferté ou de la Bizolière sur la commune de La Pommeraye (Maine-et-Loire) près d'Angers. Il est mort le 28 décembre 1702 au manoir du Breil au Francs sur la paroisse d'Entrammes (Mayenne) . C'est un militaire français, commandeur de Thévalle.

## Biographie
Il est présenté de minorité à l'âge de 16 ans dans l'ordre de Saint-Jean de Jérusalem en 1660. Il fait ses caravanes et participe au siège de Candie et à la bataille de Seneffe. Au milieu des camps, il s'est toujours assuré à conserver la régularité d'un religieux. La visite des hôpitaux, la prière, l'accomplissement exact des devoirs de sa profession se partagent ses journées. Nommé à la commanderie de Thévalle, il y vint résider en 1695. La charité pour les pauvres, son zèle pour la conversion des pêcheurs, sa vie austère le firent remarquer à Laval et aux environs. Il mourut le 28 décembre 1702.

## Source partielle
« Gabriel du Bois de La Ferté », dans Alphonse-Victor Angot et Ferdinand Gaugain, Dictionnaire historique, topographique et biographique de la Mayenne, Laval, A. Goupil, 1900-1910 [détail des éditions] (BNF 34106789, présentation en ligne)